# Manga alternativo
El manga alternativo son las historietas japonesas publicadas fuera del mercado más comercial de manga, o también el manga que posee estilos, temas o narrativa diferente al comúnmente utilizado en las revistas antológicas de manga más populares.

## Historia
El manga alternativo tuvo sus orígenes en las bibliotecas de intercambio que surgieron en Japón durante la posguerra y que pedían una cuota mínima a cambio de prestar libros. Este mercado era en esencia un mercado propio donde se prestaban mangas hechos exclusivamente para dicho mercado. Este mercado se hizo muy popular entre personas mayores, profesionales y estudiantes por poseer contenidos en ocasiones más intelectuales, explícitos o críticos a diferencia de los que el manga más comercial permitía publicar. Por consecuente el mercado tendía a poseer una clientela que en su mayoría iba de joven adulta a adulta, a diferencia de la audiencia predominantemente infantil de las antologías más comerciales de ese tiempo.
En 1958 el artista Yoshihiro Tatsumi decidió crear historietas que fueran más realistas y oscuras. Al mismo tiempo, no quiso que su trabajo fuera clasificado como manga (que puede ser traducido como "dibujos caprichosos"), si no que fueran conocidos como gekiga (que se traduce como "imágenes dramáticas"). Comparable con el término "novela gráfica" adoptado por los historietistas alternativos estadounidenses sobre el término "historieta".
A medida que el gekiga ganó popularidad, las bibliotecas de intercambio fueron descendiendo en popularidad dado las mejores condiciones económicas existentes en Japón durante los años 1960. Como resultado, muchos artistas gekiga dejaron de hacer trabajos para las bibliotecas de intercambio y comenzaron sus propias revistas antológicas. Una de estas antologías (Garo) fue diseñada para exponer nuevos talentos dentro del negocio del manga. Garo comenzó siendo una revista gekiga pero posteriormente modificó su estilo con el trabajo de Yoshiharu Tsuge. A Tsuge se le acredita el darle un toque más personal al manga, permitiendo que el manga se convirtiera en una reflexión personal abstracta de sus propias experiencias. Algunos críticos van más lejos, llamando a su trabajo el equivalente en historieta del I novel.
A medida que Garo ganó popularidad, particularmente con los movimientos jóvenes durante los años 1960, otras revistas siguieron sus pasos. Al mismo tiempo los elementos del gekiga comenzaron a aparecer en las revistas de manga comerciales, con Tezuka adoptando el estilo y haciendo trabajos orientados a una audiencia más adulta. Posteriormente Tezuka comenzó una revista llamada COM, como respuesta a Garo. Con el gekiga integrado dentro del manga comercial, el manga comenzó a ser aceptado por las masas durante este periodo como una forma de arte, algunas personas fueron aún más lejos y llamaron a este periodo la Era de Oro del Manga.
Después que la era de oro del manga se hiciera más comercial durante los años 1980, el manga alternativo comenzó a tomar dos rutas diferentes al manga comercial. Lo que actualmente destaca más en este tipo de manga es la influencia del extranjero. Muchos mangaka buscan alejarse de las convenciones del arte japonés y buscan influencias europeas o incluso en ocasiones de la historieta estadounidense. El primer artista que comenzó a utilizar influencias del exterior en sus trabajos fue Katsuhiro Otomo, lo que tuvo un gran efecto tanto en el manga comercial seinen como en manga alternativo.

## Movimientos de manga alternativo
- Bibliotecas de intercambio de manga (años 50 a 70)
- Gekiga (tarde en los años 50 hasta los 80)
- Garo (años 60 hasta los 90)
- La nouvelle manga (en los años 90 hasta el presente).
- Superflat (años 90 hasta el presente).

## Personas influyentes
- Yoshihiro Tatsumi
- Yoshiharu Tsuge